# جوني كولينز
جوني كولينز (بالإنجليزية: Johnny Collins)‏ هو مغني بريطاني، ولد في 10 مايو 1938 في نورفك في المملكة المتحدة، وتوفي في 6 يوليو 2009 في غدانسك في بولندا.

## وصلات خارجية
- جوني كولينز على موقع ميوزك برينز (الإنجليزية)
- جوني كولينز على موقع أول ميوزيك (الإنجليزية)
- جوني كولينز على موقع ديسكوغز (الإنجليزية)